# Spelobia curvata
Spelobia curvata är en tvåvingeart som beskrevs av Marshall 1985. Spelobia curvata ingår i släktet Spelobia och familjen hoppflugor.
Artens utbredningsområde är New Mexico. Inga underarter finns listade i Catalogue of Life.